# De sensu (Theophrastos von Eresos)
Über die Sinne (gr. peri aistheseon ; lat. De sensu oder De sensibus usw.) ist ein Werk von Theophrastos von Eresos, einem Gelehrten des Lykeion, das Ende des 4. Jahrhunderts v. Chr. auf Griechisch verfasst wurde und worin er die Argumente der antiken Philosophen über die Sinne rezitiert und erläutert.
Theophrasts Werk über die Sinne gilt dem amerikanischen Psychologen und Wundt-Schüler George Malcolm Stratton (1865–1957) zufolge als die wichtigste Quelle unseres Wissens über die frühere griechische physiologische Psychologie. Seine Untersuchung Theophrastus und die griechische physiologische Psychologie vor Aristoteles enthält eine englische Übersetzung.
Theophrasts Werk ist eine der wichtigen Quellen zur Geschichte der vorsokratischen Philosophie.